# Estadio Marcos Henríquez
El estadio Marcos Henríquez es un estadio de fútbol situado en el pueblo colombiano de Sabanalarga, localizado al interior de su villa olímpica. El escenario lleva el nombre de uno de los futbolistas más importantes de la historia del balompié sabanalarguero, Marcos Henríquez Mercado, quien brilló en la era del fútbol amateur ganándose el apodo de "El hombre gol".
Desde 2011, el estadio Marcos Henríquez es la sede oficial del Universidad Autónoma del Caribe Fútbol Club. Con la llegada del conjunto universitario, el estadio experimentó una serie de remodelaciones las cuales lo sacaron del estado deplorable en que se encontraba.